# L'Homme idéal
L'Homme idéal è un film del 1996 diretto da George Mihalka.
La pellicola è stata prodotta da Daniaile Jarry e Christian Larouche a cura di Cinépix e Quatrieme Vague, distribuita da Christal Films. Il film è uscito nelle sale cinematografiche canadesi il 27 settembre 1996.

## Trama
Lucie, al suo 35º compleanno, si sente molto sola ed il richiamo del suo orologio biologico la opprime... sente che qualcosa manca nella sua vita. Lucie decide quindi che vuole avere un bambino a tutti i costi ed inizia così la sua ricerca dell'uomo e padre perfetto per il bambino che desidera. Le sue ricerche dureranno solo per 3 mesi dopo di che deciderà di abbandonare l'intento. Nei tre mesi Lucie incontra un'infinità di generi maschili, ogn'uno dei quali inadatto, senza mai rendersi conto che l'uomo che cerca è proprio sotto i suoi occhi.

## Riconoscimenti
- 1997 - Genie Awards
  - Miglior colonna sonora (François Dompierre e Luc Plamondon)